# Lactantius Placidus
Lactantius Placidus (francisé en Lactance Placide) est un grammairien, scoliaste et mythographe latin du Bas-Empire, ayant probablement vécu au Ve  ou au VIe siècle apr. J.-C. Il est l'auteur d'un commentaire à la Thébaïde de Stace, peut-être d'un autre sur l'Achilléide, et de Narrationes fabularum Ovidianarum.
Les Narrationes sont une sorte d‘épitomé (abrégé) des Métamorphoses d'Ovide ; une des sources en est Hygin.

## Éditions
- Lactantii Placidi qui dicitur Commentarios in Statii Thebaida et Commentarium in Achilleida recensuit R. J., éd. de Richard Jahnke, Leipzig, Teubner, 1898.
- Lactantii Placidi in Statii Thebaida commentum, éd. Robert Dale Sweeney (Bibliotheca scriptorum Graecorum et Romanorum Teubneriana), Stuttgart-Leipzig, Teubner, 1997.